# Gonzalo Tancredi
Gonzalo Tancredi (Montevideo, 8 de marzo de 1963) es un astrónomo uruguayo, licenciado en astronomía por la Facultad de Ciencias de la Universidad de la República (1989) y doctorado en la materia por la Universidad de Uppsala, Suecia (1993).

## Reseña biográfica
Tancredi es profesor titular del Departamento de Astronomía de la Facultad de Ciencias de la Universidad de la República desde 2009. Fue asesor científico del planetario de Montevideo entre los años 1996 y 2000. Fue presidente (2002-2004) y secretario (2005-2007) de la Sociedad Uruguaya de Astronomía. Entre 2004 y 2012, fue director del Observatorio Astronómico Los Molinos (OALM).
Ha sido parte de proyectos científicos del Consejo Nacional de Innovación, Ciencia y Tecnología (conicyt), del Ministerio de Educación y Cultura, y de la Comisión Sectorial de Investigación Científica (csic), de la Universidad de la República. Sus trabajos le han valido los premios «Roberto Caldeyro Barcia», otorgados por el Programa de Desarrollo de las Ciencias Básicas (pedeciba) y el Programa de las Naciones Unidas para el Desarrollo (pnud).

### Asteroides: descubrimientos y denominaciones
Como reconocimiento a su labor, el asteroide (5088) Tancredi, descubierto en 1979, lleva desde 1993 su nombre. En honor a su lugar de nacimiento, nominó en 1996 el asteroide (6252) Montevideo, descubierto cuatro años antes. Tancredi fue el descubridor de los asteroides (68853) Vaimaca y (73342) Guyunusa, en 2002, los primeros descubiertos desde Uruguay, lo que le permitió ganar el derecho a nominarlos.

### Redefinición de planeta de 2006
Tancredi intervino en el complejo proceso de negociaciones que en 2006 supuso la redefinición del concepto de planeta. En la asamblea de la Unión Astronómica Internacional, reunida en la ciudad de Praga en agosto de aquel año, luego de intensos debates, fue aprobada —con algunas modificaciones— la propuesta que redactaron con su colega y coterráneo, el licenciado Julio Ángel Fernández, en la que el Sistema Solar pasaba a integrarse por ocho planetas, excluyéndose de la categoría a Plutón.

## Obra
Es autor de los siguientes libros:
- Misión a Marte, G. Zidán y G. Tancredi (1997).
- Cuatro pasos con El Principito, E. Gaiero y G. Tancredi (1998).
- Historias del universo, M. Cultelli, A. Sánchez y G. Tancredi (1999).
- Guardianes del espacio, M. Cultelli, A. Sánchez y G. Tancredi (2001).

Además de numerosísimas intervenciones en revistas especializadas, ha colaborado redactando algunos de los capítulos de las siguientes obras:
- «Formación, evolución y detección de sistemas planetarios», en Vida y cosmos: nuevas reflexiones, J. A. Fernández y E. Mizraji (ed.), Montevideo (1995);
- «Caos en el sistema solar», en Caos en el Uruguay: ¿qué hacen los investigadores uruguayos que trabajan en sistemas caóticos?, R. Markarián y G. Tancredi (ed.) (1997);
- «The uruguayan automated and robotic telescope busca», G. Tancredi, A. Sosa, E. Acosta, A. Ceretta, E. Joliet, M. Ruétalo y F. Bonsignore (2004), y
- «Transneptunian orbit computation», en The solar system beyond Neptune (Barucchi et al. ed.), University of Arizona Press (2008).[4]